# Ранцева криптосистема Шора — Рівеста
Ра́нцева криптосисте́ма Шо́ра — Рі́веста була запропонована в 1985 році (Chor, 1985; Chor and Rivest, 1988). В даний час вона є єдиною відомою схемою шифрування, заснованою на задачі про ранці, яка не використовує модульного множення для маскування простого завдання про ранці. На даний момент створено безліч наплічникових криптосистем, наприклад ранцева криптосистема Меркле — Геллмана. Однак практично всі існуючі на сьогоднішній день зламані або визнані потенційно небезпечними, примітним винятком є схема Шор-Рівеста. Криптосистема Шора-Рівеста є однією з небагатьох не зламаних систем.